# Agelena shillongensis
Agelena shillongensis là một loài nhện trong họ Agelenidae.
Loài này thuộc chi Agelena. Agelena shillongensis được Benoy Krishna Tikader miêu tả năm 1969.